# Nicolas Party
Nicolas Party (* 1. Juli 1980 in Lausanne) ist ein bildender Künstler und Bildhauer aus der Schweiz. Er lebt und arbeitet in New York City und in Brüssel.

## Leben
Nicolas Party wuchs in Lausanne auf, wo er das Studium an der École cantonale d’art de Lausanne 2004 mit dem Bachelor abschloss. Das Masterstudium absolvierte er an der Glasgow School of Art in Glasgow. Party nennt unter den Künstlern, die ihn beeinflussten, etwa Felix Vallotton, Milton Avery, Pablo Picasso und Giorgio Morandi. Seit 2006 arbeitete er mit Stèphane Devidal und Charlotte Herzig im Künstlerkollektiv Blakam zusammen.
Seine künstlerischen Werke stellt Party vorzugsweise in Belgien und in den USA her. Er ist bekannt für seine Gemälde, Videoarbeiten, Wandmalereien und Multimedia-Installationen. Einzelausstellungen widmeten ihm das Magritte Museum in Brüssel, das Dallas Museum of Art in Dallas, Texas, und das Hirshhorn Museum in Washington, D.C. Im Hirshhorn Museum zeigte er von 2021 bis 2022 das umfangreiche Werk Draw the Curtain. Werke vom Party befinden sich in den Sammlungen mehrerer Museen in der Schweiz und in anderen Ländern.
Nicolas Party wird vertreten durch die Kunstagentur Hauser & Wirth in Zürich, in deren Galerie in Los Angeles er 2020 eine Ausstellung bestritt. 2021 richtete er eine minimalistische Installation in der kleinen Ausstellungseinrichtung «Kunsthalle Marcel Duchamp / The Forestay Museum of Art» in Cully im Kanton Waadt ein. 
Seine Einzelausstellung Rovine fand im MASI im LAC Lugano von 2021 bis 2022 statt. Sein 2021 erstelltes Werk Landscape in Pastellkreiden wurde bei einer Auktion im selben Jahr in New York für 3,3 Millionen Dollar versteigert.

## Werke (Auswahl)

### Gemälde
- 2011: Still Life[7]
- 2012–2013: Still Life with an Olive[8]
- 2013: Still Life with an Empty Bottle[9]
- 2014: Still Life[10]
- 2015: Landscape[11]
- 2016: Landscape[12]
- 2017: Back with Gloves[13]
- 2018: Sunset[14]
- 2019: Trees[15]
- 2020: Untitled[16]
- 2021: Portrait with Ruin
- 2021: Portrait with Curtains[17]
- 2021: Landscape[5]

### Skulpturen
- 2017: Speaker (Skulptur)[18]
- 2017: Cat's Head[19]

### Ausstellungen
- 2021–2022: Rovine (LAC Lugano)[4]
- 2021–2022: Stage Fright (Kestner Gesellschaft, Hannover)[17]
- 2023–2024: When Tomorrow Comes (Museum Frieder Burda, Baden-Baden)[20][21][22]

## Auszeichnungen
- 2008: Swiss Art Award – Kiefer Hablitzel Preis für das Künstlerkollektiv Blakam[17][23]